# Guillaume de Jumièges

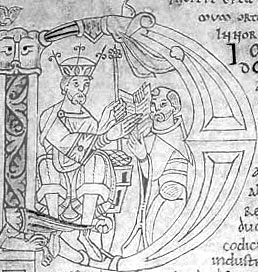

Guillaume de Jumièges a fost contemporan al evenimentelor de la 1066 și unul dintre cei mai timpurii naratori ai cuceririi Angliei de către normanzi.
Guillaume a fost o figură puțin cunoscută, el fiind cunoscut doar prin intermediul scrisorii de dedicație a regelui William, unde apare ca monah de Jumièges. "Dat fiind că el precizează că a fost un martor ocular al unor evenimente din vremea ducelui Richard al III-lea de Normandia (1026-1027), pare de acceptat să se afirme că el se născuse în jurul anului 1000. Este probabil ca Guillaume să fi intrat în viața monahală in primul sfert al secolului al XI-lea și că a primit educația de la Thierry de Mathonville." Potrivit lui Orderic Vitalis, supranumele lui Guillaume era acela de "Calculus", motivul pentru aceasta nefiind cunoscut. Moartea sa, petrecută ulterior anului 1070, nu este consemnată. În orice caz, Guillaume era un normand care a scris din perspectiva normandă despre evenimente.
Guillaume de Jumièges a fost original compilator al istoriei cunoscute sub numele de Gesta Normannorum Ducum, scrise în jur de 1070. La rândul său, acestea fusese redactată pe baza cadrului unei istorii mai vechi, compilate de Dudo de Saint-Quentin, De moribus et actis primorum Normannorum ducum, scrisă între cca. 996 și cca. 1015, lucrare elaborată din ordinul ducelui Richard I de Normandia.